# Євстифеєв Михайло Федорович
Євстифеєв Михайло Федорович (1923–2010) — київський науковець, дослідник, кандидат технічних наук, професор, педагог, інженер, архітектор.
У колі його наукових інтересів — питання розвитку та вдосконалення теорії побудови перспективних зображень, розширення способів реконструкції перспектив.
В 1947–1953 — навчався у професора  Колотова в КНУБА.
З 1979–1990 — завідувач Кафедри рисунку і живопису архітектурного факультету КНУБА.
Автор багатьох наукових праць, посібників, методичних розробок з основної теми дослідження — рисунку, архітектури та будівництва. Особливу увагу приділяв основам проектування перспективних зображень на картинні плоскості загального і приватного положення, розглядав способи вирішення метричних і позиційних задач в перспективах, систематизованих практичних прийомів побудови архітектурних перспектив при різному положенні картинної плоскості та точки зору.

## Праці
- Евстифеев М. Ф. Построение архитектурных форм в перспективе К.: Будівельник, 1973. — 178 с.